# رمضان في باكستان
يعد شهر رمضان في باكستان فترة سنوية للصيام، تمامًا مثل البلدان الإسلامية الأخرى، والصلاة، والتضامن الاجتماعي، والنشاط الثقافي الذي يلتزم به السكان المسلمون في باكستان. يمزج هذا الاحتفال الذي يستمر لمدة شهر بين الطقوس الدينية والتقاليد المحلية الفريدة والديناميكيات الاجتماعية والاقتصادية. إلى جانب أهميته الروحية، يتمتع شهر رمضان في باكستان بأبعاد ثقافية واقتصادية وإعلامية عميقة تعكس التراث المتنوع للبلاد.

## جدل رؤية الهلال
في باكستان، يتم تحديد بداية شهر رمضان من خلال رؤية الهلال من قبل لجنة رؤية الهلال ، وهي السلطة الرسمية لرؤية الهلال. ومع ذلك، غالبًا ما تنشأ خلافات بين هذه اللجنة والشهادات المستقلة، مما يؤدي إلى تناقضات عرضية مع الدول المجاورة مثل أفغانستان والهند. 
في بعض الأحيان، يبدأ شهر رمضان في باكستان بعد يوم واحد من دول الخليج بسبب اختلاف رؤية الهلال.  يواجه عيد الفطر (ليلة رؤية هلال العيد) أيضًا نزاعات، حيث تحتفل بعض المناطق بعيد الفطر بيوم مختلف بسبب المشاهدات المحلية.  

## المطبخ والإفطار
يعد المطبخ الرمضاني في باكستان انعكاسًا حيويًا للتراث الطهوي المتنوع في البلاد. وجبة الإفطار ، التي تكسر الصيام اليومي، هي تقليد عزيز يجمع العائلات والمجتمعات معًا. يبدأ هذا اليوم عادة بالتمر والماء، يليه مجموعة من الأطباق اللذيذة والحلوة. تشمل العناصر الشعبية الباكورا والسمبوسة شانا شات سلطة فواكه ، وهي من المواد الغذائية الأساسية في جميع المنازل.  
وتلعب المأكولات الإقليمية أيضًا دورًا مهمًا في ولائم رمضان. في المراكز الحضرية مثل كراتشي ولاهور ، يتم الاستمتاع على نطاق واسع بأطباق مثل بولاو لحم الضأن وكراهي الدجاج ، بينما في المناطق الشمالية ، يعد بولاو الكابولي - وهو طبق أرز مستوحى من المطبخ الأفغاني - من الأطباق المفضلة.   الحلويات مثل السيفيان ( الشعرية الحلوة) وحلوى السوجي كا تضيف لمسة من الحلاوة للاحتفالات.  
وتمتد التقاليد الطهوية إلى ما هو أبعد من المنازل لتشمل الباعة الجائلين والمطاعم، التي تقدم قوائم طعام وعروض خاصة بشهر رمضان. تعمل برامج الطبخ التلفزيونية ومدونات الطعام على إثراء التجربة من خلال عرض الوصفات والنصائح لإعداد وجبات الأعياد. 

## إنفاذ القانون وتدابير الأمن
مع تزايد الأنشطة الاحتفالية، وخاصة عشية عيد الفطر (تشاند رات)، تعمل وكالات إنفاذ القانون على زيادة يقظتها. وتهدف التدابير الخاصة - مثل زيادة دوريات الشرطة ، ونشر كاميرات الطائرات بدون طيار ومعدات الرؤية الليلية، وإنشاء نقاط تفتيش - إلى ضمان السلامة العامة وسط التجمعات الكبيرة وحركة المرور الكثيفة. في بعض الحالات، قامت الشرطة بمداهمات لمصادرة الألعاب النارية غير المصرح بها أو الحد من الأنشطة غير القانونية التي تصاحب الاحتفالات واسعة النطاق.    

## الإعلام والترفيه
ألهم شهر رمضان مجموعة متنوعة من برامج الإفطار والسحور التلفزيونية والأحداث المباشرة في باكستان. تشكل البرامج الحوارية الخاصة بشهر رمضان، والبرامج الدينية، وبرامج الطبخ أجزاءً لا يتجزأ من المشهد الإعلامي خلال هذا الشهر. بالإضافة إلى ذلك، فإن برامج الألعاب التلفزيونية - مثل برنامج Jeeto Pakistan League الشهير - مسلية في حين أنها تثير الجدل أحيانًا بسبب محتواها غير المناسب.   كأس رمضان T20 ، بطولة الكريكيت التي أقيمت في كراتشي في عام 2013.

## التأثير الاقتصادي
على عكس البلدان الأخرى، يتمتع شهر رمضان في باكستان ببعد اقتصادي واضح. عادةً ما يساهم الطلب المتزايد على المواد الغذائية والملابس والسلع الاحتفالية في ارتفاع ملحوظ في أسعار السلع اليومية مثل السكر والبيض وزيت الطهي والمنتجات الطازجة.   وأشارت التقارير إلى أنه على الرغم من الرقابة الحكومية، فإن التضخم في الأسعار يظل مشكلة متكررة خلال هذه الفترة. وقد أدى هذا الضغط الاقتصادي إلى مناقشات حول أخلاقيات السوق والتدخل الحكومي، مما سلط الضوء على التوتر بين الأنشطة التجارية والمبادئ الإسلامية للعدالة والاعتدال.     